# Stelmahivka, Svatove
Stelmahivka (în ucraineană Стельмахівка) este localitatea de reședință a comunei Stelmahivka din raionul Svatove, regiunea Luhansk, Ucraina.

## Demografie
Componența lingvistică a localității Stelmahivka
     Ucraineană (97,03%)
     Rusă (2,97%)
Conform recensământului din 2001, majoritatea populației localității Stelmahivka era vorbitoare de ucraineană (97,03%), existând în minoritate și vorbitori de rusă (2,97%).